# Yvonne Zima
Yvonne Marie Zima (Phillipsburg, Nova Jersey, 16 de janeiro de 1989) é uma atriz americana, conhecida por seu papel de Rachel Greene na série ER.

## Filmografia parcial
- 2011 - Goy
- 2000 - Amor aos Pedaços (Love & Sex)
- 2000 - Difícil Decisão
- 1999 - Conspiracao Fatal
- 1998 - The Rose Sisters
- 1997 - Dead by Midnight
- 1997 - 'Til There Was You
- 1996 - Despertar de um pesadelo
- 1996 - Momento Crítico
- 1996 - Bed of Roses
- 1995 - Fogo contra Fogo
- 1994-2000 - ER (22 episódios) .... Rachel Greene